# Råvarubörs

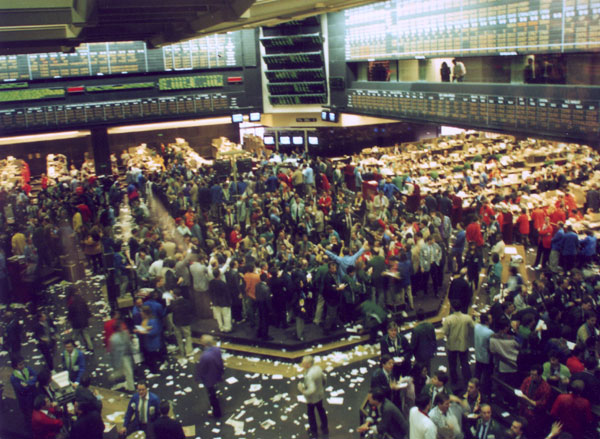
Handelsgolvet på råvarubörsen Chicago Board of Trade år 1993.

En råvarubörs är en marknadsplats för standardiserad handel med råvaror och/eller handelsvaror, eller derivatinstrument baserade på dessa varor.
Exempel på råvarubörser är Chicago Board of Trade och London Metal Exchange.